# Dies sind die heilgen zehn Gebot
Dies sind die heilgen zehn Gebot ist ein Kirchenlied von Martin Luther. Es gehört in die Reihe seiner Katechismuslieder und paraphrasiert die Zehn Gebote (Ex 20,1–17 ). Luther verband es mit der Melodie einer volkstümlichen Leise, die auf das 12. Jahrhundert zurückgeht. So ist es im Evangelischen Gesangbuch enthalten (Nr. 231, Rubrik Gottesdienst – Beichte).

## Entstehung
Liedfassungen der Zehn Gebote gab es schon seit dem 12. oder 13. Jahrhundert, darunter eine von Heinrich Laufenberg. Luther verwendete jedoch keine von ihnen, sondern schuf einen vollständig neuen Text. Dass dies bereits im Zug seines ersten Liederschaffens 1524 geschah und dass dem 12-strophigen Dies sind die heilgen zehn Gebot noch im selben Jahr das 5-strophige Zehn-Gebote-Lied Mensch, willst du leben seliglich folgte, zeigt, wie wichtig ihm das Thema war. Im Kleinen Katechismus (1529) empfiehlt er nach dem Morgengebet: „Alsdann mit Freuden an dein Werk gegangen und etwa ein Lied gesungen, wie die zehn Gebote, oder was deine Andacht gibt“.
Dabei ging es hier nicht um Lob, Bitte und Dank an Gott oder um das öffentliche Bekennen des (neuen) Glaubens, sondern um das Einprägen und Aneignen der grundlegenden Glaubensinhalte in leicht merkbarer Form – auch das ein zentrales Anliegen der Reformation. Noch im selben Jahr entstanden auch die Katechismuslieder Wir glauben all an einen Gott (Credo) und Jesus Christus, unser Heiland, der von uns den Gotteszorn wandt (Abendmahl), später dann Vater unser im Himmelreich (Vater unser) und Christ, unser Herr, zum Jordan kam (Taufe).

## Form und Inhalt
Die zwölf Strophen bestehen aus je vier männlich reimenden Zeilen, von denen die ersten drei acht Silben, die vierte in auffallender Abweichung (außer in Strophe 5) nur sieben Silben umfasst. Jede Strophe schließt mit dem Kyrieleis, das auf die gehörte Lehre mit der Erbarmungsbitte an Gott antwortet.
Von den zwölf Strophen vergegenwärtigt die erste den göttlichen Ursprung der Gebote. Die beiden Schlussstrophen geben ihnen eine spezifisch lutherische, an Paulus anknüpfende Deutung: Gottes Gebot führt zur Erkenntnis der Sünde und erst so zu einem Leben der Dankbarkeit und des liebenden Gehorsams, bei dem die Gebote wiederum Wegweisung geben. Dabei bleibt der Christ von der Mittlerschaft Christi abhängig, ohne den es „mit unserm Tun verlorn“ ist.
Die Strophen 2 bis 10 umschreiben je eines der Gebote, wobei das ursprünglich zweite, das Bilderverbot, gemäß altkirchlicher Tradition entfällt und Strophe 10 die Gebote 9 und 10 zusammenfasst. Sparsam werden in allen Strophen der jeweiligen Gebotsparaphrase Konkretisierungen hinzugefügt, wobei die Verbote regelmäßig durch ihre positiven Entsprechungen ergänzt werden. Die beiden Schlusszeilen von Strophe 10 geben mit der Goldenen Regel die Zusammenfassung, die Jesus selbst in der Bergpredigt formuliert (Mt 7,12 ).

## Text im Evangelischen Gesangbuch

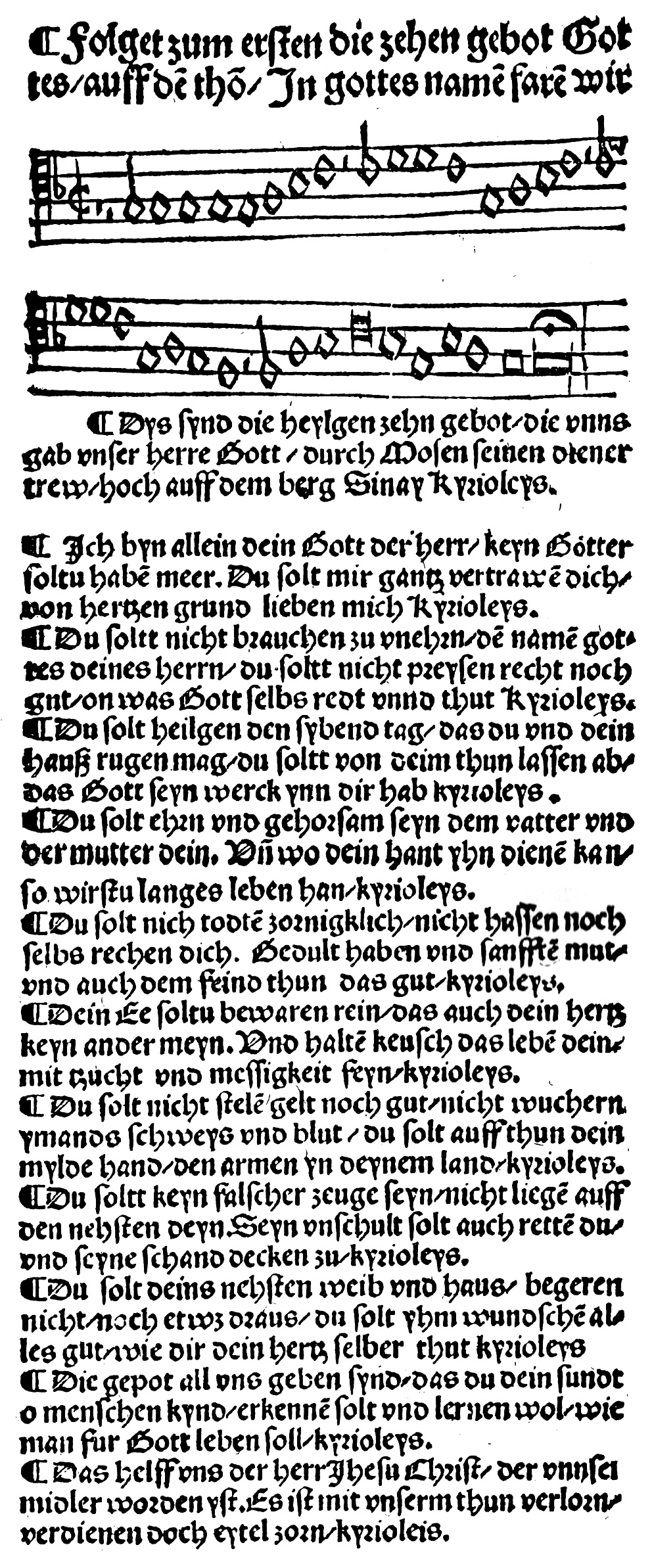
Dys synd die heylgen zehn gebot, Erfurter Enchiridion, 1524; Melodie mit der „kleinen Terz“ (b), die später zum Leitton erhöht wurde.

| 1. Dies sind die heilgen zehn Gebot, die uns gab unser Herre Gott durch Mose, seinen Diener treu, hoch auf dem Berg Sinai. Kyrieleis. 2. Ich bin allein dein Gott, der Herr, kein Götter sollst du haben mehr; du sollst mir ganz vertrauen dich, von Herzensgrund lieben mich. Kyrieleis. 3. Du sollst nicht brauchen zu Unehrn den Namen Gottes, deines Herrn; du sollst nicht preisen recht noch gut, ohn was Gott selbst redt und tut. Kyrieleis. 4. Du sollst heilgen den siebten Tag, dass du und dein Haus ruhen mag; du sollst von deim Tun lassen ab, dass Gott sein Werk in dir hab. Kyrieleis. | 5. Du sollst ehrn und gehorsam sein dem Vater und der Mutter dein und wo dein Hand ihn’ dienen kann; so wirst du langes Leben han. Kyrieleis. 6. Du sollst nicht töten zorniglich, nicht hassen noch selbst rächen dich, Geduld haben und sanften Mut und auch dem Feind tun das Gut. Kyrieleis. 7. Dein Eh’ sollst du bewahren rein, dass auch dein Herz kein’ andern mein, und halten keusch das Leben dein mit Zucht und Mäßigkeit fein. Kyrieleis. 8. Du sollst nicht stehlen Geld noch Gut, nicht wuchern jemands Schweiß und Blut; du sollst auftun dein milde Hand den Armen in deinem Land. Kyrieleis. | 9. Du sollst kein falscher Zeuge sein, nicht lügen auf den Nächsten dein; sein Unschuld sollst auch retten du und seine Schand decken zu. Kyrieleis. 10. Du sollst deins Nächsten Weib und Haus begehren nicht, noch etwas draus; du sollst ihm wünschen alles Gut, wie dir dein Herz selber tut. Kyrieleis. 11. All die Gebot uns geben sind, dass du dein Sünd, o Menschenkind, erkennen sollst und lernen wohl, wie man vor Gott leben soll. Kyrieleis. 12. Das helf uns der Herr Jesus Christ, der unser Mittler worden ist; es ist mit unserm Tun verlorn, verdienen doch eitel Zorn. Kyrieleis. |

## Melodie und musikalische Bearbeitungen
Die alte Wallfahrtsmelodie „In Gottes Namen fahren wir“ (EG 498), die Luther wählte, blieb mit dem Text verbunden, obwohl es auch vereinzelte Alternativvorschläge gab. Sie wurde schon früh durch die dreimalige Erhöhung des Leittons ihrem ursprünglich kirchentonartlichen Charakter entfremdet. 
Die Präsenz des Liedes in der lutherischen Katechese des 18. Jahrhunderts bezeugen die Bearbeitungen Johann Sebastian Bachs (Orgelchoräle BWV 635, 678 und 679, Eingangschor der Kantate 77).